# Benjamin Fain

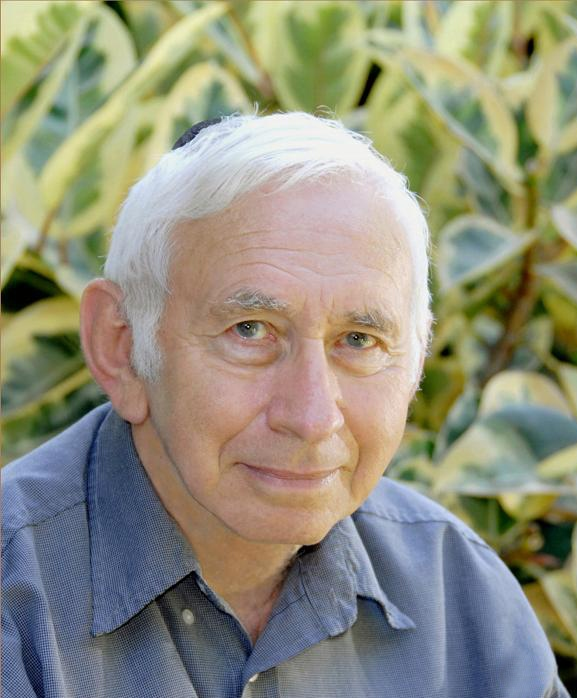
Benjamin Fain.

Benjamin Fain (en ruso: Вениамин Моисеевич Файн, hebreo: בינימין פיין) (nacido el 17 de febrero de 1930 – 15 de abril de 2013) fue un físico, profesor emérito y refusenik.
Fain nació en una familia judía en Kiev. Su padre fue un matemático. Desde niño se inculcó el amor por la ciencia, así como un fuerte sentimiento nacional.
Benjamin Fain lleva el nombre de su abuelo, que fue asesinado en Proskurov en un pogromo. Durante la Segunda Guerra Mundial, la familia fue evacuada y cambiaron de ubicación varias veces. Tras el final de la guerra, la familia se quedó en Dusambé, donde Fain se graduó de la escuela. Se convirtió en un estudiante en el Instituto de Moscú de Energética. Durante el primer año en Moscú, visitó la sinagoga y trató de aprender los idiomas hebreo y yiddish. Fain fue fuertemente impresionado por la visita histórica del primer embajador de Israel, Golda Meir, en la URSS. Fain se logró transferir en 1950 a la Facultad de Física de la Universidad de Gorky. Se graduó como summa cum laude allí. Su instructor fue el ganador del premio Nobel, Vitali Gínzburg.
Inició con éxito su carrera científica, y ya en 1965 se convirtió en profesor en su alma mater. Escribió varios libros científicos traducidos al inglés y alemán. En 1966 se trasladó a Moscú y comenzó a trabajar con éxito en el Instituto de Física del Estado Sólido en Chernogolovka.